# Пітер Вотерфілд
Пітер Вотерфілд  (англ. Peter Waterfield, 12 березня 1981) — британський стрибун у воду, олімпійський медаліст.

## Виступи на Олімпіадах
| Олімпіада   | Дисципліна                | Місце |
| ----------- | ------------------------- | ----- |
| Сідней 2000 | вишка                     | 33    |
| Сідней 2000 | синхронні стрибки з вишки | 4     |
| Афіни 2004  | вишка                     | 5     |
| Афіни 2004  | синхронні стрибки з вишки | 2     |
| Пекін 2008  | вишка                     | 13    |
| Лондон 2012 | вишка                     | 23    |
| Лондон 2012 | синхронні стрибки з вишки | 4     |

## Зовнішні посилання
- Досьє на sport.references.com